# Meyers

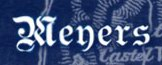
Logo

Meyers Konversations-Lexikon este, pe lângă Brockhaus, una dintre cele mai importante enciclopedii din spațiul de răspândire al limbii germane. Ea a apărut în mai multe ediții în secolele XIX și XX.
Prima ediție a apărut între 1839 și 1852 în 46 de volume. Deja în această ediție, cititorii aveau posibiltatea să intre în contact cu editura, pentru a cere îmbunătățiri. Această conversație era integrată ulterior în anexa fiecărui volum.

## Ediții apărute
- Das große Conversations-Lexicon für die gebildeten Stände (enciclopedie pentru clasele educate). 46 volume Hildburghausen, editura Bibliographisches Institut, 1839-52.
- Neues Conversations-Lexikon für alle Stände (enciclopedie pentru toate clasele) ediția - I - 15 volume Hildburghausen, editura Bibliographisches Institut, 1857-60.
- Neues Konversations-Lexikon ediția a II-a - 15 volume Hildburghausen, Editura Bibliographisches Institut, 1861-67.
- Meyers Konversations-Lexikon ediția a III-a - 15 volume Leipzig, editura Bibliographisches Institut, 1874-78.
- Meyers Konversations-Lexikon ediția a IV-a - 16 volume Leipzig, editura Bibliographisches Institut, 1885-90.
- Meyers Konversations-Lexikon ediția a V-a - 19 volume Leipzig și Viena, editura Bibliographisches Institut, 1894-99.
- Meyers Großes Konversations-Lexikon ediția a VI-a - 20 volume Leipzig și Viena, editura Bibliographisches Institut, 1902-08.

După Primul Război Mondial:
- Meyers Lexikon ediția a VII-a - 12 volume Leipzig, editura Bibliographisches Institut, 1924-30.
- Meyers Lexikon ediția a VIII-a - 12 volume Leipzig, editura Bibliographisches Institut AG, 1936-42.

Urmează o periodă de pauză din cauza celui de Al Doilea Război Mondial.
- Meyers Enzyklopädisches Lexikon ediția jubiliară (150 ani) a IX-a - în 25 de volume. Mannheim, Viena, Zürich, editura Bibliographisches Institut, 1971-79.
- Meyers Grosses Universallexikon în 15 volume. Mannheim, Viena, Zürich, editura Bibliographisches Institut, 1981-86. Volumele 16-18: Dicționar german în 3 volume, 1986. Volumul suplimentar promis nu a mai apărut.

Bibliographisches Institut a fost preluat de firma concurentă Brockhaus.

## Ediția a IV-a
Ediția care a apărut între 1885 și 1890 în 15 volume a fost complet digitalizată și este disponibliă pe internet. Ea cuprinde circa 16.000 de pagini care sunt disponibile atât ca imagini copiate, cât și ca text preluat automatizat cu software OCR.